# Robert Devereux, 3. Earl of Essex

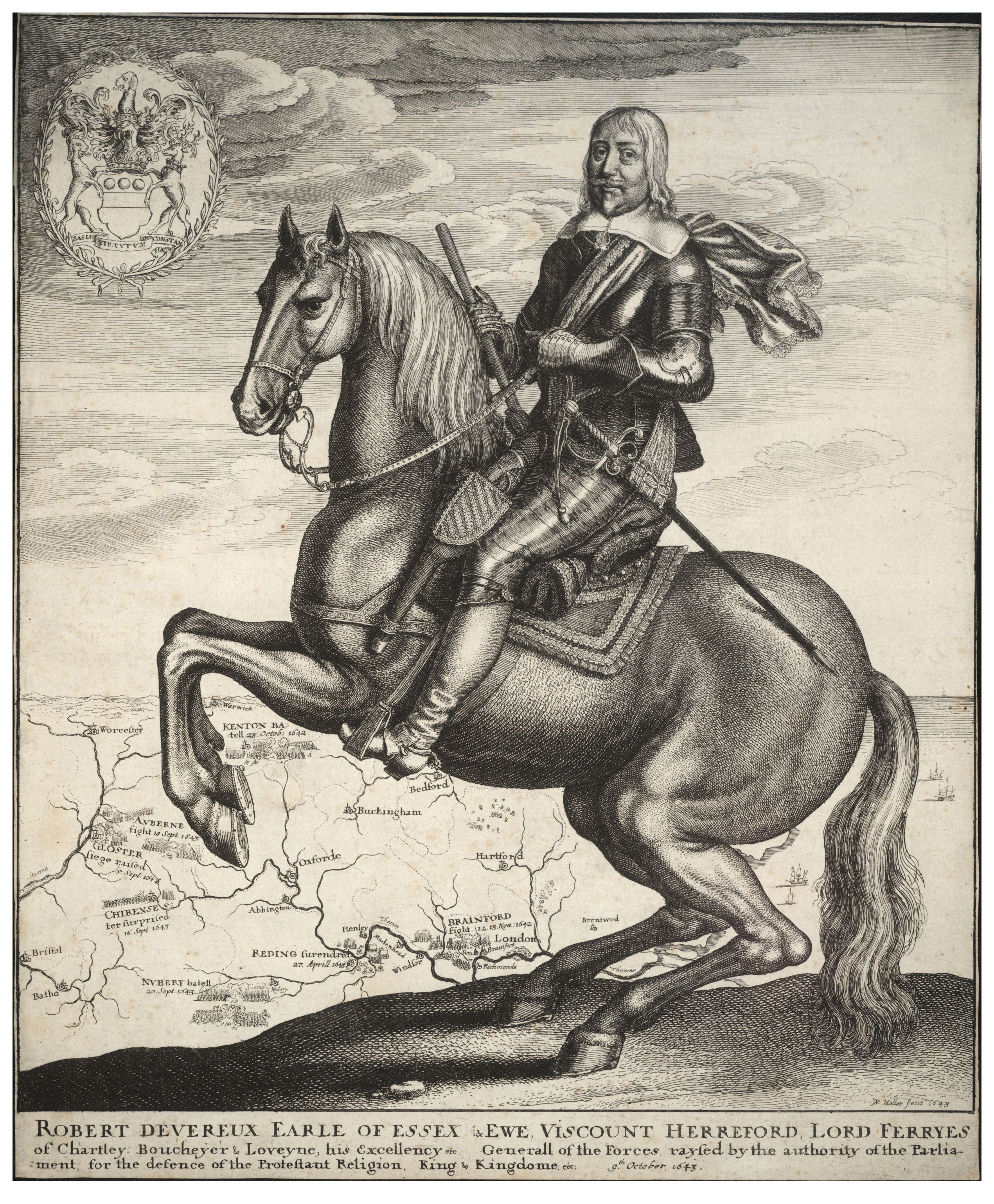
Robert Devereux als Oberbefehlshaber der Parlamentsarmee (Stich von Wenzel Hollar)

Robert Devereux, 3. Earl of Essex (* 11. Januar 1591; † 14. September 1646) war ein englischer Peer, Offizier und Politiker. Er nahm an verschiedenen militärischen Unternehmungen teil. Politisch stand er häufig in Opposition zu Charles I. Zu Beginn des englischen Bürgerkrieges war er erster Oberbefehlshaber der Parlamentsarmee. Nach den Erfahrungen in dieser Zeit begann gegen seinen Willen die Schaffung der New Model Army.

## Familie und frühe Jahre

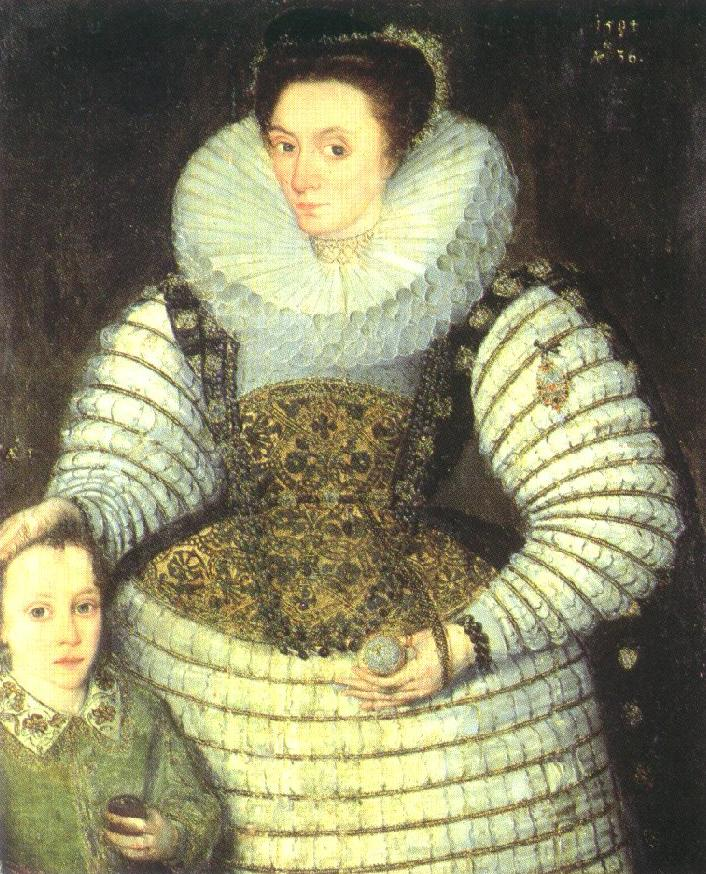
Die Mutter Frances Walsingham mit Robert Devereux als Kind (Gemälde von Robert Peake)

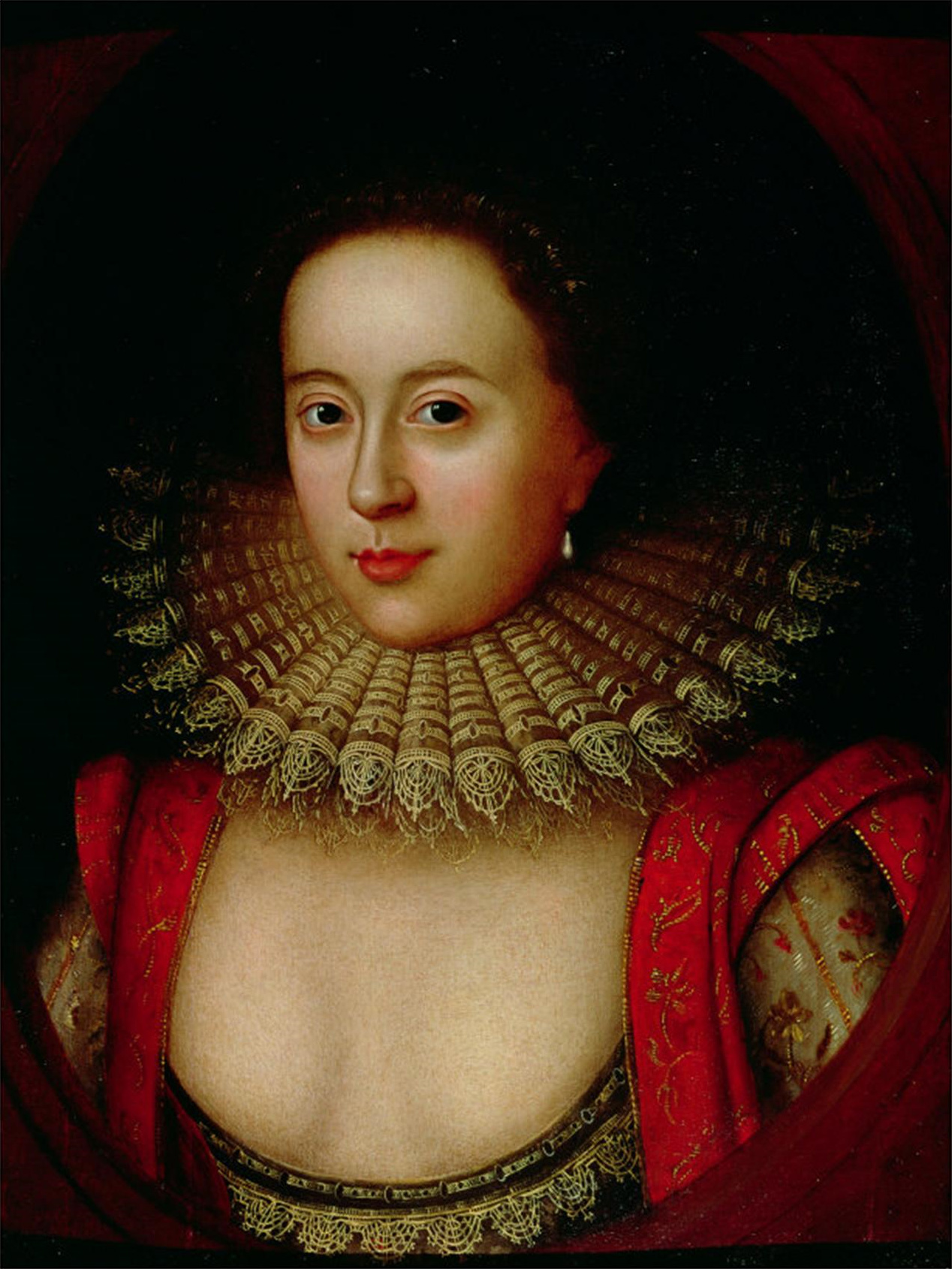
Seine Ehefrau Frances Howard, Countess of Suffolk (Gemälde von William Larkin)

Er war der Sohn des gleichnamigen Vaters Robert Devereux, 2. Earl of Essex und der Mutter Frances Walsingham. Diese war die Tochter von Francis Walsingham. Der Vater wurde wegen des Vorwurfs des Hochverrats 1601 geächtet und hingerichtet. Zu dem Zeitpunkt war dessen Sohn erst zehn Jahre alt. Am 18. April 1604 wurde die Ächtung seines Vaters widerrufen, sodass die Adelstitel seines Vaters für ihn als 3. Earl of Essex wiederhergestellt wurden. Er wurde am Eton College erzogen und studierte am Merton College der Universität Oxford.
James I. arrangierte 1606 die Ehe von Essex mit Lady Frances Howard, Tochter des Thomas Howard, 1. Earl of Suffolk. Seine Frau ging bald eine Beziehung mit Robert Carr ein, der ein Favorit des Königs war. Der König setzte 1613 eine Kommission ein, die die Scheidung ermöglichte. Als Grund wurde Impotenz des Ehemanns angegeben. Frances Howard konnte Robert Carr heiraten. Dieser wurde zudem zum Earl of Somerset erhoben.

## Militärdienst
Im Jahr 1620 trat er in die englische Armee ein. Er diente während des Dreißigjährigen Krieges unter Horace Vere als Regimentskommandant in Holland. Unter anderem nahm er an dem erfolglosen Versuch teil, dem belagerten Breda Entsatz zu bringen. Im Jahr 1625 war er als Vizeadmiral einer der Kommandeure der fehlgeschlagenen Expedition nach Cádiz im Rahmen des englisch-spanischen Krieges. Weil er nach der Expedition Kritik an dem Herzog von Buckingham als treibende Kraft übte, erhielt Essex nicht das Kommando über eine nach Dänemark entsandte Streitmacht. Ein Regimentskommando bei den Truppen, die dem belagerten La Rochelle zur Hilfe kommen sollten, lehnte er 1627 ab.
Im House of Lords lehnte er 1626/27 die vom König erlassenen erhöhten Steuerzahlungen ab und unterstützte die Petition of Right im Jahr 1628. Im Januar 1631 heiratete er Elisabeth Paulet. Die Ehe zerbrach sechs Jahre später an der Untreue der Ehefrau. Ein Kind aus der Verbindung, Robert Devereux (1632–1638), erkannte er als sein eigenes an, dieses starb aber kurz darauf.
Im Jahr 1639 ernannte ihn Charles I. wegen seiner militärischen Erfahrung zum stellvertretenden Kommandeur der englischen Armee in Schottland während des ersten Bischofskriegs. Essex hatte an Stelle des nominellen Befehlshabers die eigentliche Führung inne. Auf Betreiben der Königin, die einen ihrer Favoriten den Posten verschaffen wollte, verlor er diese herausgehobene Stellung. Der König misstraute Essex, weil sich führende Vertreter der Schotten an ihn wandten, seinen Einfluss auf Charles I. geltend zu machen, um den weiteren Vormarsch zu stoppen.

## Opposition im House of Lord
Während des kurzen Parlaments gehörte Essex zu einer Minderheit im House of Lords, die weitere Gelder für den Krieg gegen Schottland verweigerten, ehe nicht die Beschwerden des Parlaments geklärt wären.
Beim zweiten Bischofskrieg 1640 erhielt er kein Kommando, gehörte aber zur Delegation zum Abschluss einen Friedensvertrages. Im langen Parlament von 1640 gehörte Essex zu den führenden oppositionellen Lords. Er arbeitete mit eng mit John Pym, der führenden Persönlichkeit im House of Commons zusammen. Dies gilt für die Anklage gegen den Earl of Strafford oder für die Beseitigung verschiedener Einrichtungen, die der König während seiner parlamentslosen Herrschaft aufgebaut hatte.
Der König versuchte Essex auf seine Seite zu ziehen und nahm ihn zusammen mit anderen oppositionellen Lords 1641 in das Privy Council auf. Essex wurde zum Lord Chamberlain of the Household und zum Kommandeur aller Truppen südlich des Flusses Trent ernannt.
Im Januar 1642 erfuhr er von dem Vorhaben des Königs, die fünf führenden Oppositionellen im House of Commons gefangen zu nehmen. Er warnte diese und das Vorhaben misslang, Essex weigerte sich zu dem König nach York zu stoßen und verlor danach seinen Posten als Lord Chamberlain. Essex war der erste Lord der die Militia Ordinance akzeptierte, mit der dem König die Kontrolle über die Miliz entzogen werden sollte.

## Befehlshaber der Parlamentsarmee

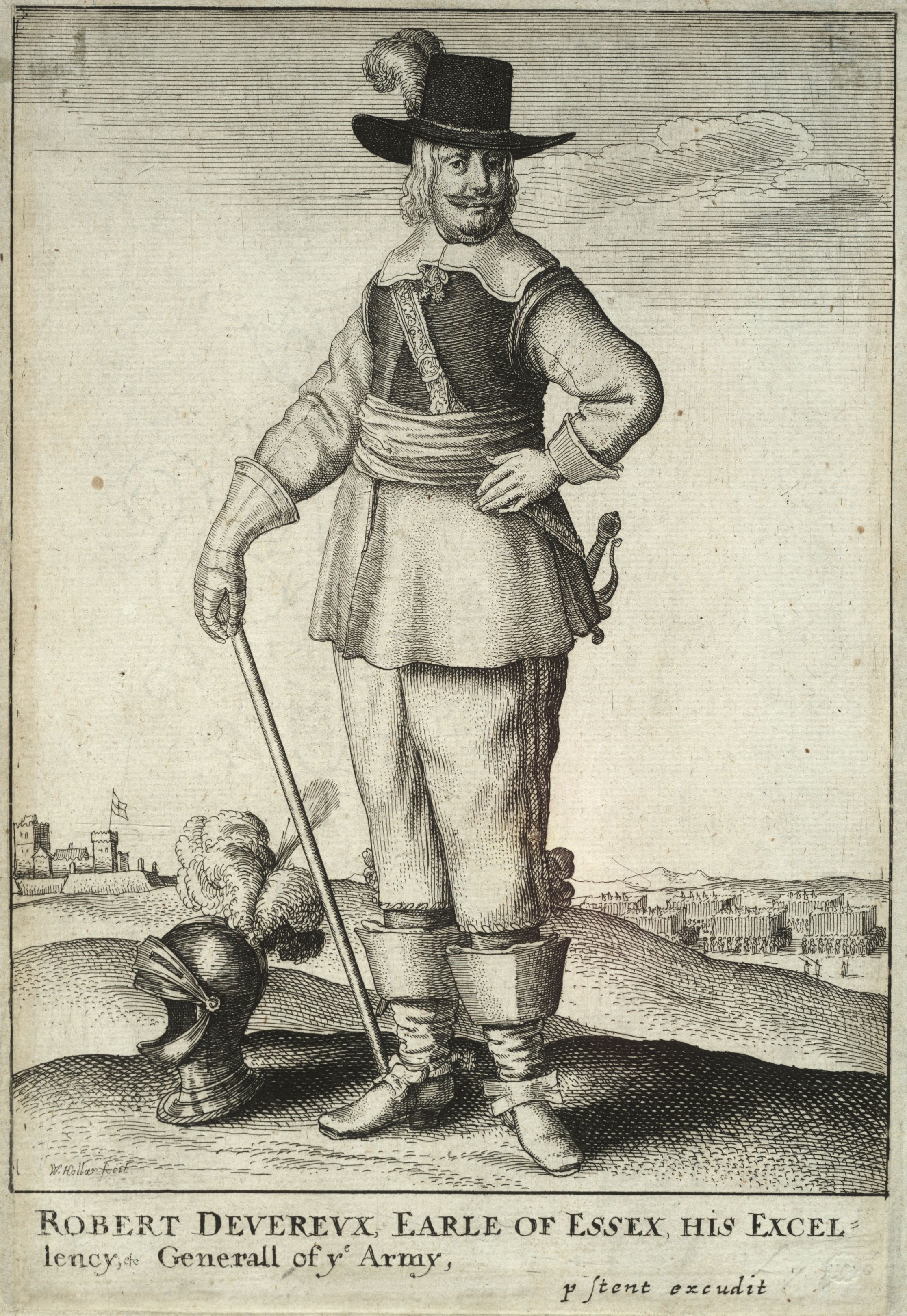
Robert Devereux als Oberbefehlshaber der Parlamentsarmee (Stich von Wenzel Hollar)

Er wurde 1642 Mitglied des Sicherheitskomitees des Parlaments und erster Lord General oder Captain-General der Parlamentsarmee. Er wollte die Armee nicht primär offensiv gegen den König einsetzen, sondern wollte sie zunächst als Druckmittel nutzen, um Charles I. zu Zugeständnissen zu zwingen. Diese brachte ihm die Kritik von radikaleren Kräften ein.
Als die königliche Armee auf London marschierte, wollte er sie mit den Parlamentstruppen aufhalten. Am 23. Oktober 1642 kam es zur unentschiedenen Schlacht bei Edgehill. Allerdings war die Schlacht für die Armee von Essex sehr verlustreich. Während der Schlacht stand Essex mit der Pike in der Hand an der Spitze eines Infanterieregiments. Er konnte nicht verhindern, dass der König weiter in Richtung London marschierte. Es gelang ihm aber vor dem König in der Nähe von London zu sein und bei Turnham Green mit 24.000 Mann eine starke Verteidigungsstellung zu beziehen. Die königlichen Truppen waren wesentlich schwächer und mussten sich nach einer kurzen Schlacht zurückziehen. Zusammen mit anderen Befehlshabern gelang es, den Vormarsch des Königs nach London zu stoppen. Er wurde kritisiert, weil er sich weigerte die königliche Armee zu verfolgen.
Weil Friedensverhandlungen mit dem König in Gang waren, begann er die Kampagne des Jahres 1643 zögerlich. In diesem Jahr belagerte und eroberte er Reading. Allerdings griff er nicht das königliche Hauptquartier in Oxford an. Dabei spielte eine Rolle, dass eine Seuche in der Armee ausbrach und die Soldzahlungen ausblieben. Die Kritik gegen seine Kriegsführung wurde lauter und er bot seinen Rücktritt an, der ihm aber vom Parlament verweigert wurde.
Im Juli 1643 berichtete er dem Parlament über den schlechten Zustand der Armee infolge der Seuchen und Desertionen. Er schlussfolgerte, dass ein Friedensschluss mit dem König die einzige Hoffnung sei. Seine Kritiker sahen darin den beginnenden Übergang in das Lager des Königs. Pym setzte eine Parlamentskommission ein, die die Beschwerden von Essex prüfen sollten. Unter anderem wurden in der Folge Gelder für die Armee und eine bessere Bewaffnung beschlossen.
Im weiteren Verlauf des Jahres konnte er die Belagerung von Gloucester aufheben. Auf dem Weg zurück nach London war er in der ersten Schlacht von Newbury erfolgreich. Damit beendete er eine Erfolgsserie der Royalisten und trug dazu bei, die öffentliche Unterstützung für die Sache des Parlaments zu stärken.
Nach dem Tod Pyms verlor Essex seine wichtigste politische Stütze. Im Jahr 1644 brachte er Lyme Unterstützung, eroberte Taunton und marschierte in Richtung Exeter. Die königlichen Truppen hatten sich inzwischen erholt und schlugen Einheiten der Parlamentstruppen an der Cropredy Bridge. Damit konnte Essex nicht mehr auf die Unterstützung dieser Truppen rechnen. Sein Versuch in Richtung Falmouth zu ziehen scheiterte und er wurde bei Lostwithiel abgeschnitten. Der Versuch die Truppen von See aus zu retten, scheiterte. Er wurde am 21. August 1644 von den königlichen Truppen in der Schlacht von Lostwithiel besiegt. Essex floh über See kurz bevor sich die Reste seiner Armee ergeben mussten.

## Letzte Jahre
In der Folge erhielt Essex kein Kommando mehr und trat zurück. Er blieb Parlamentsmitglied und widmete sich vor allem Veteranenangelegenheiten. Er tat sich auch als ein Gegner von Oliver Cromwell hervor. Er war ein Führer im House of Lord gegen die Reform der Armee in die New Model Army. Er konnte aber die Self-Denying Ordinance, die besagte, dass ein Mitglied des Parlaments keine Kommandostelle übernehmen durfte, nicht verhindern.
Nach seinem Tod wurde er in der Westminster Abbey mit einer prächtigen Zeremonie beigesetzt. Sein Standbild in der Westminster Abbey wurde nach der Restauration unter Charles II. entfernt. Sein Grab blieb unangetastet.
Da er keine männlichen Nachkommen hatte, erlosch sein Earlstitel. Seinen nachgeordneten Titel Viscount Hereford erbte sein Großneffe zweiten Grades Sir Walter Devereux, 2. Baronet. Seine nachgeordneten Baronstitel Baron Bourchier und Baron Ferrers of Chartley fielen in Abeyance.